# Amiri Baraka
Amiri Baraka, nascido Everett LeRoi Jones (Newark, 7 de outubro de 1934 - 9 de janeiro de 2014) foi um poeta, escritor, dramaturgo e crítico musical dos Estados Unidos, ligado à Geração Beat e autor de ensaios contra o racismo e o colonialismo.

## Ativismo
Baraka foi um dos poucos negros a integrar a caravana Beat promovida por Jack Kerouac e Allen Ginsberg, era vigiado pelo FBI e foi um precursor do hip-hop e do rap.
Durante os anos 60 e 70 ele abandonou uma visão de integração social entre brancos e negros, após a Revolução Cubana, o assassinato de Malcolm X e sua prisão e espancamento em 1967, passando a defender uma revolução dos negros.
Autor de diversas obras poéticas e historiográficas, que variavam da poesia, teatro, contos, etc., ele participou de diversos movimentos sociais dos negros estadunidenses.
Internado desde dezembro de 2013 no Newark Beth Israel Medical Center, veio a falecer aos 79 anos.

## Trabalhos

### Poesia
- 1961: Preface to a Twenty Volume Suicide Note
- 1964: The Dead Lecturer: Poems
- 1969: Black Magic
- 1970: It's Nation Time
- 1980: New Music, New Poetry
- 1995: Transbluesency: The Selected Poems of Amiri Baraka/LeRoi Jones
- 1995: Wise, Why's Y's
- 1996: Funk Lore: New Poems
- 2003: Somebody Blew Up America & Other Poems
- 2005: The Book of Monk

### Drama
- 1964: Dutchman
- 1964: The Slave
- 1967: The Baptism and The Toilet
- 1966: A Black Mass
- 1968: Home on the Range and Police[2]
- 1969: Four Black Revolutionary Plays
- 1970:  Slave Ship
- 1978: The Motion of History and Other Plays
- 1979: The Sidney Poet Heroical, (publicado por I. Reed Books, 1979)
- 1989: Song
- 2013: Most Dangerous Man in America (W. E. B. Du Bois)

### Ficção
- 1965: The System of Dante's Hell
- 1967: Tales
- 2004: Un Poco Low Coup, (história em quadrinhos publicada pela Ishmael Reed Publishing)
- 2006: Tales of the Out & the Gone

### Não ficção
- 1963: Blues People
- 1965: Home: Social Essays
- 1965: The Revolutionary Theatre
- 1968: Black Music
- 1971: Raise Race Rays Raze: Essays Since 1965
- 1972: Kawaida Studies: The New Nationalism
- 1979: Poetry for the Advanced
- 1981: reggae or not!
- 1984: Daggers and Javelins: Essays 1974–1979
- 1984: The Autobiography of LeRoi Jones/Amiri Baraka
- 1987: The Music: Reflections on Jazz and Blues
- 2003: The Essence of Reparations

### Trabalhos de edição
- 1968: Black Fire: An Anthology of Afro-American Writing (co-editor, com Larry Neal)
- 1969: Four Black Revolutionary Plays
- 1983: Confirmation: An Anthology of African American Women (editado com Amina Baraka)
- 1999: The LeRoi Jones/Amiri Baraka Reader
- 2000: The Fiction of LeRoi Jones/Amiri Baraka
- 2008: Billy Harper: Blueprints of Jazz, Volume 2 (CD)

### Filmografia
- The New Ark (1968)[3][4]
- One P.M. (1972)
- Fried Shoes Cooked Diamonds (1978) ... Ele mesmo
- Black Theatre: The Making of a Movement (1978) ... Ele mesmo
- Poetry in Motion (1982)
- Furious Flower: A Video Anthology of African American Poetry 1960–95, Volume II: Warriors (1998) ... Ele mesmo
- Through Many Dangers: The Story of Gospel Music (1996)
- Bulworth (1998) ... Rastaman
- Piñero (2001) ... Ele mesmo
- Strange Fruit (2002) ... Ele mesmo
- Ralph Ellison: An American Journey (2002) ... Ele mesmo
- Chisholm '72: Unbought & Unbossed (2004) ... Ele mesmo
- Keeping Time: The Life, Music & Photography of Milt Hinton (2004) ... Ele mesmo
- Hubert Selby Jr: It/ll Be Better Tomorrow (2005) ... Ele mesmo
- 500 Years Later (2005) (voz) ... Ele mesmo
- The Ballad of Greenwich Village (2005) ... Ele mesmo
- The Pact (2006) ... Ele mesmo
- Retour à Gorée (2007) ... Ele mesmo
- Polis Is This: Charles Olson and the Persistence of Place (2007)
- Revolution '67 (2007) ... Ele mesmo
- Turn Me On (2007) (TV) ... Ele mesmo
- Oscene (2007) ... Ele mesmo
- Corso: The Last Beat (2008)
- The Black Candle (2008)
- Ferlinghetti: A City Light (2008) ... Ele mesmo
- W.A.R. Stories: Walter Anthony Rodney (2009) ... Ele mesmo
- Motherland (2010)

### Discografia
- It's Nation Time (Black Forum/Motown, 1972)
- New Music - New Poetry (India Navigation, 1982) com David Murray e Steve McCall
- Real Song (Enja, 1995)

Com Billy Harper
- Blueprints of Jazz Vol. 2 (Talking House, 2008)

Com New York Art Quartet
- New York Art Quartet (ESP-Disk, 1965)

Com Malachi Thompson
- Freebop Now! (Delmark, 1998)

Com David Murray
- Fo Deuk Revue (Justin Time, 1997), "Evidence"

Com William Parker
- I Plan to Stay a Believer (AUM Fidelity, 2010)